# Alok Kumar
Alok Kumar (* 5. Oktober 1968) ist ein indischer Billardspieler aus Mandi Gobindgarh in Punjab, der im English Billiards, im Snooker und auch im Poolbillard Erfolge feiern konnte. In allen drei Disziplinen gehört er zu den besten indischen Spielern seiner Zeit.

## Karriere
Abgesehen vom Sport ist Kumar Mitarbeiter der Oil and Natural Gas Corporation. Für den Billardsport nutzt er einen Queue von John Parris. 2004 erhielt er für seine Verdienste im Billardsport den Arjuna Award.

### English Billiards
1994 wurde Kumar im English Billiards Profispieler. Bereits 1997 erreichte er beim Gold Flake Grand Slam Professional ein Endspiel, verlor dieses aber. 1999 und 2001 gewann Kumar zweimal die indische English-Billiards-Meisterschaft. 2001 zog er zusätzlich ins Viertelfinale der IBSF World Billiards Championship ein, 2002 immerhin ins Achtelfinale. Bei den Asienspielen 2002 gewann Kumar zusammen mit Geet Sethi Silber im Team-Wettbewerb der Herren. Weitere Meistertitel in Indien folgten 2003 und 2004. Im Zeit-Format der IBSF World Billiards Championship zog Kumar 2007 ins Viertelfinale ein. 2008 schied er an selber Stelle im Wettbewerb im Punkte-Format aus, wie auch bei der professionellen Weltmeisterschaft. 2010 wurde er ein weiteres Mal indischer Meister und erreichte bei der IBSF-WM das Achtelfinale im Punkte-Wettbewerb. Im folgenden Jahr wurde er im English Billiards auch asiatischer Meister. Im selben Jahr verlor er bei beiden Weltmeisterschaften im Achtelfinale. 2013 wurde er zum sechsten Mal indischer Meister. Zusätzlich konnte Kumar das Finale der IBSF World Billiards Championship im 150-Up erreichen, doch er musste sich dort David Causier geschlagen geben. Im Zeit-Format schied er im Halbfinale aus. Des Weiteren verlor er auch im Finale der asiatischen Meisterschaft. Ein Jahr später wurde er indischer und auch asiatischer Vize-Meister. Außerdem führte er Indien zum Team-Weltmeistertitel im English Billiards.

### Snooker
1991 erreichte Kumar erstmals das Endspiel der indischen Meisterschaft, unterlag aber Yasin Merchant. Anschließend durfte er an der Amateurweltmeisterschaft teilnehmen, wo er aber nicht über die Gruppenphase hinauskam. 1992 wurde er schließlich indischer Meister. Im selben Jahr erreichte er das Viertelfinale der Asienmeisterschaft und das Achtelfinale der Amateurweltmeisterschaft. 1994 wurde Kumar zum zweiten Mal indischer Meister, 1995 Vize-Meister. Bei der anschließenden Teilnahme an der Amateurweltmeisterschaft kam er aber nicht über die Gruppenphase hinaus. Ein Jahr später erreichte er aber zum zweiten Mal das Achtelfinale.
Nach einigen Jahren Abstinenz nahm Kumar im Jahr 2000 wieder an der Amateurweltmeisterschaft teil, schied aber in der Runde der letzten 32 aus. Ein Jahr später erreichte er zum fünften Mal das Finale der indischen Meisterschaft, wo er sich wie zehn Jahr zuvor Yasin Merchant geschlagen geben musste. Im gleichen Jahr unterlag er Marlon Manalo im Achtelfinale der Asienmeisterschaft. 2002 wurde Kumar schließlich mit einem Sieg über Manan Chandra zum dritten Mal indischer Meister. Deshalb durfte er wieder einmal an der Amateurweltmeisterschaft teilnehmen, diesmal war aber bereits in der Gruppenphase Schluss. Bei der im nächsten Jahr überstand Kumar zwar die Gruppenphase, musste sich aber direkt anschließend Alex Borg geschlagen geben. 2004 wurde er erneut indischer Meister. Auch wenn er bei der Amateurweltmeisterschaft wieder recht früh ausschied, hatte Kumar im Anschluss an diesen Meistertitel mehr Erfolg, denn er erreichte das Endspiel der Asienmeisterschaft. Dort wurde er mit einem Sieg über Pankaj Advani asiatischer Meister. 2005 gelang ihm in Indien die Titelverteidigung seines nationalen Meistertitels. 2004/05 spielte Kumar auf der Challenge Tour, allerdings ohne jeglichen Erfolg.
Im Rahmen des IBSF World Grand Prix 2006 zog Kumar ins Halbfinale ein. Ein Jahr später gewann er seinen sechsten Meistertitel in Indien. Es sollte für Jahre sein letzter großer Erfolg werden. Bei wichtigen nationalen Turnieren konnte Kumar danach keinen Title gewinnen und schied häufig recht früh aus, auch wenn er 2011 noch einmal indischer Vize-Meister wurde. Bei internationalen Turnieren konnte Kumar dagegen häufig recht gute, wenngleich auch nicht überragende Ergebnisse erzielen. Zu seinen besten Ergebnissen in solchen Snookerturnieren zählen das Viertelfinale bei der Asienmeisterschaft 2007, eine Halbfinalteilnahme bei der Senioren-Amateurweltmeisterschaft 2017 und eine Finalteilnahme beim gleichen Turnier im Jahr 2019 sowie eine Halbfinalteilnahme bei der Amateurweltmeisterschaft im Six-Red-Snooker im Jahr 2018.
Ebenfalls feierte Kumar in Teamwettbewerben im Snooker Erfolge. Bei den Asian Indoor Games 2007 gewann Kumar mit dem indischen Team Bronze im Snooker-Teamwettbewerb. 2013 gewann er als Teil des indischen Teams die asiatische Meisterschaft. 2018 und 2019 konnte Kumar zudem zusammen mit Rafath Habib als indisches Team das Finale des IBSF World Snooker Team Cup der Senioren erreichen, nachdem er bereits 2016 mit Yasin Merchant das Halbfinale erreicht hatte.

### Poolbillard
2002 konnte Kumar indischer Meister im 9-Ball werden. Im selben Jahr nahm er auch an der 9-Ball-Weltmeisterschaft teil, schied aber noch in der Gruppenphase aus. 2003/04 versuchte sich Kumar auf der asiatischen 9-Ball-Tour und erreichte immerhin zweimal ein Halbfinale. 2004 konnte er zudem wieder indischer Meister im 9-Ball werden, einer anderen Angabe zufolge nur Vize-Meister. Bei der 9-Ball-Weltmeisterschaft 2004 verpasste er anschließend in der Gruppenphase nur knapp das Weiterkommen. Bei der Ausgabe 2011 gelang ihm erstmals der Einzug in die Hauptrunde, wo er aber direkt ausschied. Bei den Asienspielen 2010 gewann Kumar im 8-Ball eine Bronze-Medaille. 2011 siegte er bei der indischen Meisterschaft sowohl im 8-Ball als auch im 9-Ball. Bei der Weltmeisterschaft 2011 im 10-Ball reichte es immerhin für eine Achtelfinalteilnahme.
Sowohl beim World Cup of Pool 2006 als auch beim World Cup of Pool 2008 war Kumar Teil des indischen Teams. Dies galt auch für die WPA-Poolbillard-Team-Weltmeisterschaft 2012, wo das indische Team im Achtelfinale ausschied.

## Erfolge

### Erfolge im English Billiards
- Gold Flake Grand Slam Professional: Finalist 1997
- Indische English-Billiards-Meisterschaft:
  - Sieger: 1999, 2001, 2003, 2004, 2010, 2013
  - Finalist: 2014
- Asienspiele 2002: Finalist im Teamwettbewerb im English Billiards (mit Geet Sethi)
- ACBS-English-Billiards-Asienmeisterschaft:
  - Sieger: 2011
  - Finalist: 2013, 2014
- IBSF World Billiards Championship: Finalist 2013 (150-Up)
- English-Billiards-Team-WM: 2014

### Erfolge im Snooker
- Indische Snooker-Meisterschaft
  - Sieger: 1992, 1994, 2002, 2004, 2005, Januar 2007
  - Finalist: 1991, 1995, 2001, 2011
- Asienmeisterschaft: Sieger Asienmeister 2004
- Asienmeisterschaft der Teams: Sieger 2013 (als Teil des indischen Teams)
- IBSF World Snooker Team Cup der Senioren: Finalist 2018, 2019 (jeweils mit Rafath Habib)
- Senioren-Amateurweltmeisterschaft: Finalist 2019

### Erfolge im Poolbillard
- Indische Poolbillard-Meisterschaft
  - 9-Ball: Sieger 2002, 2004 (alternative Angabe: Finalist), 2011
  - 8-Ball: Sieger 2011